# Franz Lotze
Franz Wilhelm Lotze (nacido el 27 de abril de 1903 en Amelunxen, fallecido el 23 de febrero de 1971 en Münster) fue un geólogo alemán. 
Lotze estudió en Gotinga, donde recibió su doctorado en 1928 por la tesis El Devónico Medio en el valle del Wenne al norte del sinclinal de Elsper. En 1935 se convirtió en profesor en la Universidad Humboldt de Berlín. Entre 1937 y 1941, exploró varios yacimientos de minerales en España, Portugal y Marruecos. Desde 1941 a 1945, dirigió el Instituto Federal de Geología de Viena, que era entonces una sucursal de la Oficina del Reich para la Investigación del Suelo. En 1948 obtuvo el puesto de director del Instituto de Geología y Paleontología de la Universidad de Münster, en el que permaneció hasta 1968.
Se dedicó a la investigación de la geología de España, incluyendo la estratigrafía del Cámbrico y Precámbrico, así como  y las condiciones para la explotación minera de carbón y sal en Alemania. Editó la obra definitiva sobre la geología de Europa Central por Paul Dorn, que se publicó por primera vez en 1951. Fue miembro de la Academia alemana de las ciencias naturales Leopoldina. En 1953, la Real Sociedad Española de Historia Natural le hizo Socio Correspondiente y al poco tiempo el Consejo Superior de Investigaciones Científicas le otorgó la misma distinción. En 1955 recibió la medalla Hans Stille.